# Bennewitz
Bennewitz est une commune de Saxe (Allemagne), située dans l'arrondissement de Leipzig, dans le district de Leipzig.

## Géographie
La commune est située environ 24 km à l'est de Leipzig et immédiatement à l'ouest de Wurzen, sur la rive gauche de la Mulde et sur la route fédérale B6 et la ligne ferroviaire de Leipzig à Dresde. Elle possède une gare dans le village qui donne son nom à la commune.

## Personnalités liées à la ville
- Gottfried Kolditz (1922-1982), réalisateur né à Altenbach
- Martin Hamann (1997-), sauteur à ski né à Altenbach.